# Walisische Badmintonmeisterschaft 1965
Die Walisische Badmintonmeisterschaft 1965 fand in St. Athan statt. Es war die 14. Austragung der nationalen Titelkämpfe im Badminton in Wales.

## Titelträger
| Disziplin    | Sieger                          |
| ------------ | ------------------------------- |
| Herreneinzel | Gordon Rowlands                 |
| Dameneinzel  | Angela Davies                   |
| Herrendoppel | Peter Seaman Howard R. Jennings |
| Damendoppel  | Angela Davies A. Roberts        |
| Mixed        | Peter Seaman M. Withers         |